# Dvorce u Jihlavy
Dvorce (deutsch Höfen) ist eine Gemeinde in Tschechien. Sie liegt acht Kilometer südwestlich des Stadtzentrums von Jihlava und gehört zum Okres Jihlava.

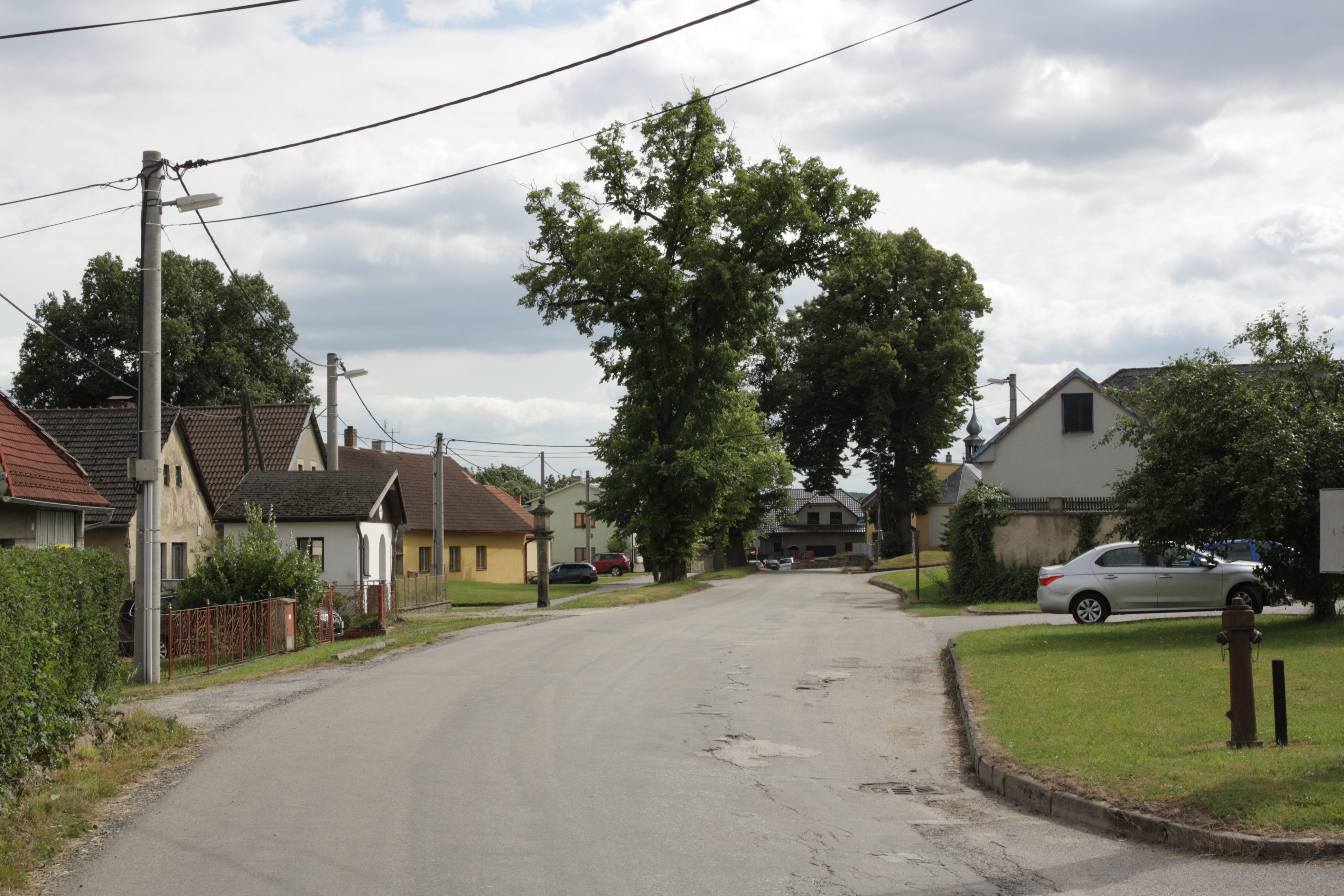
Dorfplatz in Dvorce

## Geographie
Dvorce befindet sich am linken Ufer der Jihlava an der Einmündung des Baches Jedlovský potok in der Böhmisch-Mährischen Höhe. Der böhmische Ort liegt an der durch die Jihlava gebildeten historischen Landesgrenze zu Mähren. Nordöstlich erhebt sich der Pekelný vrch (Wolfsgrubenberg, 579 m), im Osten der Kamenný kopec (Stumpfhübel, 604 m) und Na Šibenici (Galgenbügel, 576 m), südöstlich der Kostelecký vrch (Biegel, 656 m). Im Norden liegt der Stausee Hubenov. Entlang der Jihlava verläuft die Bahnstrecke Veselí nad Lužnicí–Jihlava, an der sich einen reichlichen Kilometer nordöstlich des Dorfes die Bahnstation Dvorce befindet.
Nachbarorte sind Ježená, Rounek, Nový Rounek und Pekelský Mlýn im Norden, Horní Kosov und Hosov im Nordosten, Pístov und Vysoká im Osten, Popice im Südosten, Kostelecký Dvůr und Kostelec im Süden, Cejle im Südwesten, Klepák und Nový Hojkov im Westen sowie Mirošov, Pančava und Nový Hubenov im Nordwesten.

## Geschichte
Das Dorf entstand im Zuge der Kolonisation der böhmischen Grenzgebiete zu Mähren durch deutsche Siedler. Erstmals schriftlich erwähnt wurde das zu dieser Zeit dem Prämonstratenserkloster Seelau untertänige Dreihofen im Jahre 1360. Als Teil der Seelauer Klostergüter gelangte Höfen 1468 an die Trčka von Lípa. Im 15. und 16. Jahrhundert entstand die tschechische Bezeichnung Dworcze. Wilhelm Trčka von Lípa verkaufte Höfen 1596 zusammen mit anderen Orten an die Stadt Iglau. Das zur Iglauer Sprachinsel gehörende Dorf war größtenteils von Deutschen bewohnt. Als die Stadt Iglau 1777 den Vestenhof aufteilte und den Familien Teltscher, Prokesch und Mathes Ohnsorg erblich überließ, wurde er dem Kataster von Höfen zugeordnet. Bis zur Mitte des 19. Jahrhunderts blieb Höfen der Stadt Iglau untertänig.
Nach der Aufhebung der Patrimonialherrschaften bildete Höfen / Dvorce ab 1850 einen Ortsteil der Gemeinde Steindorf im Bezirk Polná. Vestenhof wurde nunmehr an Zeil angeschlossen. 1878 kam Höfen zum Bezirk Deutschbrod und bildete seit den 1880er Jahren eine eigene Gemeinde. Am 3. November 1887 erhielt der Ort mit der Aufnahme der Strecke von Veselí nad Lužnicí nach Iglau durch die Böhmisch-Mährische Transversalbahn einen Eisenbahnanschluss. Nach dem Zweiten Weltkrieg wurden die deutschen Bewohner 1945 vertrieben. 1949 wurde die Gemeinde Dvorce dem Okres Jihlava-okolí zugeordnet. Im 1961 kam Dvorce als Ortsteil zu Cejle und wurde zugleich dem Okres Jihlava zugeschlagen. Seit 1990 besteht die Gemeinde Dvorce wieder.
Am 15. Dezember 2007 lehnten die Einwohner von Dvorce und Hubenov in Referenden den vorgesehenen Atomendlagerstandort Rohozná mit klarer Mehrheit ab und beauftragten die Gemeinden, dies zu verhindern.

## Ortsgliederung
Für die Gemeinde Dvorce sind keine Ortsteile ausgewiesen.

## Sehenswürdigkeiten
- Kapelle am Dorfplatz
- Marterl